# José María Rubio y Peralta
José María Rubio y Peralta (Dalías, 22 luglio 1864 – Aranjuez, 2 maggio 1929) è stato un presbitero e gesuita spagnolo.
Beatificato nel 1985, è stato proclamato santo da papa Giovanni Paolo II il 4 maggio 2003.

## Il culto
La causa di san Giuseppe Maria Rubio fu introdotta il 23 gennaio 1963; il 12 gennaio 1984 papa Giovanni Paolo II ha autorizzato la Congregazione delle Cause dei Santi a promulgare il decreto sulle virtù eroiche del gesuita, riconoscendogli il titolo di venerabile.
È stato beatificato da Giovanni Paolo II il 6 ottobre 1985 in Piazza San Pietro a Roma; lo stesso pontefice lo ha proclamato santo il 4 maggio 2003 in Plaza de Colón a Madrid, in occasione del suo viaggio apostolico in Spagna. Nella stessa cerimonia sono stati canonizzati i beati Pedro Poveda Castroverde, Genoveva Torres Morales, María de los Ángeles Guerrero González e María Maravillas de Jesús.
Il suo elogio si legge nel Martirologio romano al 2 maggio, giorno della sua morte.